# Катафалк Линкольна
Катафалк Линкольна — одна из государственных реликвий США, катафалк, спешно собранный в 1865 году для размещения гроба с телом Авраама Линкольна, в то время как оно было размещено в Ротонде Капитолия. С тех пор катафалк используется для размещения гробов всех тех людей, с кем проходит прощание в Ротонде Капитолия. Когда катафалк Линкольна не используется, он выставлен для обозрения в Центре посетителей Капитолия США.
Катафалк представляет собой простую платформу, сбитую из сбитых гвоздями сосновых досок и покрытую чёрной тканью. Поскольку катафалк продолжают использовать до настоящего времени, его габариты были увеличены, чтобы соответствовать увеличившимся размерам гробов. В XXI веке длина платформы составляет 216 см, ширина 76 см и высота 61 см. Хотя ткань, покрывающую катафалк, меняли неоднократно, сохраняется стиль драпировки 1865 года.
С 1865 года катафалк использовался для большинства проводимых в Ротонде Капитолия прощаний по процедуре lying in state и в редких случаях — для церемоний lying in honor (среди таких исключений — Роза Паркс в 2005 году, Билли Грэм в 2018 году и трое служащих полиции Капитолия США в 1998 и 2021 годах). С 1974 года катафалк также использовался для церемоний прощания с судьями Верховного суда США, проходящими в здании Верховного суда, а в 1996 году — для церемонии прощания с министром торговли Роном Брауном в здании министерства торговли США. Ни один закон, письменное правило или постановление не определяют, с кем прощаются в Ротонде Капитолия и чей гроб может быть установлен на этот катафалк. По принятой практике, такое решение выносится совместно президентом США и Конгрессом, с согласия семьи покойного или, в случае неизвестных солдат — по инициативе одного из подразделений армии США.